# نبرد تاتاراهاما (۱۵۶۹)
نبرد تاتاراهاما (به ژاپنی: 多々良浜の戦い) نبردی مابین خاندان اوتومو و خاندان موری در دوره سنگوکو بود.